# Zatoka Humboldta
Zatoka Humboldta (ang. Humboldt Bay) – zatoka Oceanu Spokojnego u wybrzeża północno-zachodniej Kalifornii (Stany Zjednoczone), na terenie hrabstwa Humboldt. Jest to drugie pod względem wielkości, po zatoce San Francisco, estuarium w Kalifornii. Nad zatoką położone są miasta Eureka i Arcata.
Zatoka niemal całkowicie odcięta jest od otwartego oceanu przez dwie mierzeje. Wąskie wejście do zatoki uregulowane zostało przez budowę falochronów, a mierzeje podlegające stałej abrazji i akumulacji ustabilizowane przez introdukcję roślin wydmowych (m.in. piaskownicy zwyczajnej, łubinu drzewiastego i sukulenta Carpobrotus edulis).
Zatokę odkrył w 1806 roku Jonathan Winship, amerykański żeglarz na usługach Rosyjsko-Amerykańskiej Kompanii Handlowej. Nazwę upamiętniającą niemieckiego przyrodnika i podróżnika Alexandra von Humboldta nadała jej załoga statku „Laura Virginia”, który zawinął tu w 1850 roku.